# Ryoko Uno
Ryoko Uno (宇野 涼子 Uno Ryōko?), född 9 november 1975, är en japansk tidigare fotbollsspelare.
Ryoko Uno debuterade för japans landslag den 3 juni 1991 i en 10–0-vinst över Singapore. Hon spelade 6 landskamper för det japanska landslaget. Hon deltog bland annat i fotbolls-VM 1995.